# Baide
Baide (kinesiska: 百德, 百德镇) är en köping i Kina. Den ligger i provinsen Guizhou, i den sydvästra delen av landet, omkring 160 kilometer sydväst om provinshuvudstaden Guiyang. Antalet invånare är 26004. Befolkningen består av 12 766 kvinnor och 13 238 män. Barn under 15 år utgör 31 %, vuxna 15-64 år 59 %, och äldre över 65 år 8,0 %.